# Железный человек (мультсериал)
«Железный человек» (англ. Iron Man) — американский телевизионный мультсериал студии Marvel, основанный на комиксах про Железного Человека. Начался 24 сентября 1994 года и закончился 24 февраля 1996 года. Серии объединены в 2 сезона, в каждом сезоне по 13 эпизодов, всего 26 эпизодов.

## Краткий обзор
Мультсериал транслировался в рамках Marvel Action Hour — телевизионного часа, посвященного двум эпизодам мультсериалов студии Marvel. «Железный человек» делил экранное время с «Фантастической четверкой».

### Сезон 1
Первый сезон сериала построен на противостоянии миллиардера и промышленника — Тони Старка и бронированного злодея Мандарина. Мандарин ставит своей целью украсть технологию костюма Железного человека. Для реализации своей идеи Мандарин возглавил команду злодеев. В неё вошли Вихрь, Живой Лазер, Гипнотия, Серая Гаргулья, Буран, Мрачный рыцарь, Хлыст, МОДОК, Фин Фам Фун и Джастин Хаммер. Чтобы сокрушить злодеев, Железным Человеком была собрана своя команда — состоящая в основном из участников Команды Силы — Столетие, Воитель, Алая Ведьма, Соколиный глаз и Женщина-Паук.
Одна серия сезона соответствовала одной истории, ближе к концу сезона появились двухсерийные приключения героев.
Особенность сезона и главная причина его критики — наличие большого количества персонажей, истории о которых не рассказаны. Зрителю не рассказывают историй их происхождения, об их способностях и мотивации. Каждая серия построена на попытках Мандарина украсть новейшие изобретения Старка и завершается победой Железного человека, часто достигнутой довольно нелогичными методами.

### Сезон 2
В 1995 компанией Marvel для увеличения рейтинга сериала были проведены следующие изменения:
- анимационная студия Rainbow Animation Group была заменена на Koko Enterprises;
- Рон Фридман был заменен Томом Татарановичем;
- произошла смена музыкальной темы, написанной электронным композитором Китом Эмерсоном, на гитарную мелодию Кевина Андерсона;
- волосы Железного Человека в этом сезоне — длинные. Это связано с тем, что большинство эпизодов сезона были основаны на комиксах, написанных в 80-х годах;
- каждая серия сезона — не завершенная история, а часть цепочки связанных между собой историй.

Сезон раскрывает более сложные темы. Действие сезона разворачивается после того, как Железный Человек в тайне от своей команды объединяется с Мандарином, в итоге приведшее к сокрушению последнего. Узнав о лжи Тони Старка, его команда раскалывается надвое. Конфликт несколько раз затрагивается в разговорах Тони Старка с Соколиным Глазом. На протяжении сезона Мандарин ищет кольца, которые помогут ему восстановить свою силу. Исходом сезона стала битва Мандарина и вновь объединившейся команды Железного Человека, которая поставила точку на многолетнем противостоянии сторон.
Сезону не удалось повысить рейтинг сериала, поэтому он был закрыт в 1996 году.

## Состав исполнителей
- Роберт Хейз — Железный человек, Живой Лазер
- Джеймс Эйвери — Воитель, Вихрь, Хлыст
- Эд Гилберт — Мандарин (сезон 1), Серая Гаргулья
- Роберт Айто — Мандарин (сезон 2)
- Джим Каммингс — МОДОК, Столетие (эпизод "Зверь внутри"), множество второстепенных персонажей (включая Билла Клинтона)
- Дориан Хэрвуд — Воитель, Вихрь, Хлыст, Человек-Ходули
- Джон Рейли — Соколиный Глаз, Жук
- Кэтрин Моффат — Алая Ведьма, Рейчел Карпентер
- Дженнифер Дарлинг — Алая Ведьма (сезон 2), Гипнотия
- Кейси Дефранко — Женщина-Паук (сезон 1)
- Дженнифер Хейл — Женщина-Паук (сезон 2), Призрак
- Джеймс Ворвик — Столетие (сезон 1), Сэм Джэггерс, Генерал Хирш
- Том Кейн — Столетие (эпизод "Руки Мандарина"  часть 1 и 2), Скат, Призрак

## Эпизодические роли
- Филип Эбботт — Ник Фьюри
- Нил Диксон — Рыцарю Ужаса
- Линда Холдал — Гипнотия (сезон 1)
- Чак МакКанн — Вихрь
- Нил Росс — Фин Фан Фум, Веллингтон Инсен, Говард Уолтер Старк, Вихрь
- Тони Стидман — Джастин Хаммер
- Ефрем Цимбалист (младший) — Джастин Хаммер (сезон 2)

## Состав приглашённых исполнителей
- Димитра Арлисс — Марта Старк
- Сара Дуглас — Алана Уланова
- Джинни Элиас — Вероника Беннинг
- Мэтт Фрэуэр — Лидер
- Рон Перлман — Халк

## Критика
Первый сезон сериала был принят критиками и зрителями довольно холодно. Многие критиковали первый сезон за излишний пафос и плохую озвучку. Для второго сезона была проведена работа над ошибками, добавив сериалу серьёзности и запутанности сюжета. Несмотря на это, сериал был закрыт в 1996 из-за продолжавших падать рейтингов.